# ある独身男の死
『ある独身男の死』（あるどくしんおとこのし、Death of a Bachelor）は、アメリカ合衆国のポップ・ロック・バンドであるパニック!アット・ザ・ディスコの5作目のスタジオ・アルバム。2016年1月15日にフュエルド・バイ・ラーメンおよびDCD2レコードから発売された。本作は2015年にドラマーのスペンサー・スミスが脱退、ベーシストのダロン・ウィークスがツアーメンバーに戻り、ブレンドン・ユーリーのソロプロジェクトとなってから発売された初のスタジオ・アルバムとなった。
アメリカでは初週19万ユニットを記録し、Billboard 200で初登場1位を獲得した。自身初となる首位獲得作品となった。アメリカレコード協会からはトリプル・プラチナ認定を受けた。第59回グラミー賞では最優秀ロック・アルバムにノミネートした。

## 背景
2013年10月8日、パニック!アット・ザ・ディスコは4作目のスタジオ・アルバム『生かしておくには型破りすぎるが、殺すにはレアすぎる!』を発売した。アルバム発売前の8月1日より同作のプロモーションを目的としたヘッドライニング・ツアーが開始されるが、同月7日にスペンサー・スミスが薬物中毒とアルコール中毒のリバビリを理由にツアーからの離脱を発表。以降はバレンシアのダン・パウロヴィッチを代役に迎えてツアーを行った。
2014年9月22日付の『G1』のインタビューで、ブレンドン・ユーリーは新しいアルバムの構想を練っていることを明かし、同時にアルバムをソロ名義で発売するかパニック!アット・ザ・ディスコ名義で発売するかは「まだ決めてない」とコメントした。
2015年4月2日、スミスが脱退を発表。同月15日にはアルバムの制作に取りかかっていることが報じられ、10月22日にバンドの公式Facebookページ上でアルバムタイトルが『ある独身男の死』であることと発売日が「2016年1月15日」であることが発表された。アルバムの発売の発表に合わせて、ダロン・ウィークスが正式メンバーから再びツアーメンバーに戻ることが伝えられ、バンドはユーリーのソロプロジェクトとして活動を継続することとなった。

## 制作
『エンターテイメント・トゥナイト』のインタビューで、ユーリーはアルバムの収録曲はユーリーと妻サラの暮らしぶりに触発されたものであると主張し、「アルバムの曲はサラと暮らしている自宅で書いたもので、かつての僕とは違った（曲を書いている間の）暮らしぶりがかなり反映されている」と説明した。Alt 98.7のインタビューでは、本作について「シナトラとクイーンを融合させた」アルバムと説明している。
2015年4月、アルバムのレコーディングを開始。本作の制作にあたり、小規模のスタジオを設立してピアノも購入したことをHMVのインタビューで語っている。プロデュースはジェイク・シンクレアが手がけた。本作でユーリーはホーン・セクション以外のすべての楽器を演奏しており、ユーリーはクールだったし、俺にとって一大事だったと語っている。バックグラウンド・ボーカルの録音時は、さまざまなスタイルが取り入れられており、「ビクトリアス」や「裸の王様」ではオペラチックなクイーン風のアレンジになっているほか、ネルソン・リドル風のアレンジを試みた曲も存在する。
楽曲「ある独身男の死」の公開時、ユーリーは『アップセット・マガジン』のインタビューで「すごくジャジーで、すごくシナトラっぽい曲だけど、ビヨンセの『ドランク・イン』みたいなビートを乗せている。一風変わったミックスだけど、すごくクールなんだ」と語っている。アルバムタイトルは同作に由来する。

## リリース
2015年4月20日にアルバムからの第1弾シングルとして「ハレルヤ」が発売され、7月7日にミュージック・ビデオが公開された。タイトル・トラック「ある独身男の死」は、9月1日にピート・ウェンツが司会を務めるBeats 1の番組でプレミア公開された。9月29日にアルバムからの第2弾シングルとして「ビクトリアス」、10月21日に第3弾シングルとして「裸の王様」が発売された。
12月9日に第4弾シングルとして「ある独身男の死」が発売され、24日にYouTube上で「ある独身男の死」のミュージック・ビデオが公開された。31日から「あまり良い思いさせないで!」のストリーミング再生が可能となった。2016年1月15日、アルバム『ある独身男の死』が発売された。6月10日から8月6日にかけて本作のプロモーションを兼ねたウィーザーとの共同ヘッドライニング・ツアー『Summer Tour 2016』が開催された。9月22日、「LA バンザイ」のミュージック・ビデオの公開とともに、2017年初頭からアリーナツアー『Death of a Bachelor Tour』を開催することが発表された。

## 評価

### 第三者による批評
| 専門評論家によるレビュー | 専門評論家によるレビュー |
| 総スコア                 | 総スコア                 |
| 出典                     | 評価                     |
| ------------------------ | ------------------------ |
| AnyDecentMusic?          | 5.9/10                   |
| Metacritic               | 69/100                   |
| レビュー・スコア         |                          |
| 出典                     | 評価                     |
| AllMusic                 | [ 2 ]                    |
| Alternative Press        | [ 44 ]                   |
| The A.V. Club            | B                        |
| DIY                      | [ 1 ]                    |
| Entertainment Weekly     | B−                       |
| The Guardian             | [ 47 ]                   |
| PopMatters               | 7/10                     |
| Q                        | [ 49 ]                   |
| Rolling Stone            | [ 50 ]                   |
| USA Today                | [ 37 ]                   |

アルバム『ある独身男の死』について、Metacriticは19件の評論家による「どちらかといえば肯定」的なレビューを基に100点満点中の69点をつけた。『ケラング!』誌は、「結婚披露宴のためのサウンドトラックのように、パニック!アット・ザ・ディスコが音楽の面でも歌詞の面でも成長した」アルバムと見なした。音楽ライターの高橋智樹は、タイトル曲“ある独身男の死”や最終曲“インポッシブル・イヤー”で聴かせるシナトラばりの芳醇な中低音と、ディストーション渦巻くオルタナR&B的な“ゴールデン・デイズ”で鳴り渡る戦慄必至のトップ・ノート絶唱とのコントラストから、「シンガー＝ブレンドン」の圧倒的なポテンシャルまでもがくっきり浮かび上がってくる1枚と評した。『ポップマターズ』のブリス・エゼルは「無理をしているかもしれないが、完全に否定のしようがないほど楽しいポップ・アルバムだ」と評した。
『ガーディアン』紙のポール・マードルズは、「うわべだけのまとまりのない」アルバムと見なし、「ユーリーはラスベガスのバラード歌手に影響を与え、先鋭的なマイケル・ブーブレのような自分を見出そうとしているが、それが報われることはない」と評した。『Q』誌は、「タイトル曲で（ユーリーが）愚かにもフランク・シナトラのようにささやく優しく歌おうとするというややこしい事態で、そうなるための大きなアイデアがどんなものであっても実現することはない。それでも大切にすべき瞬間がある」と評した。『アイリッシュ・タイムズ』紙のローレン・マーフィーは、バンド唯一のメンバーとなったユーリーが全曲の作詞作曲・演奏を担当した本作を「豪華なエレクトロ・ポップ・パンクが混ざった過去の作品から大きくずれているわけではない」と見なす一方で、フランク・シナトラからの影響が見受けられるタイトル曲と「インポッシブル・イヤー」の2曲について「ぎこちなく聞こえる」と評した。

### ノミネート歴
| 年   | 賞                                 | カテゴリ                 | 結果       | 注     |
| ---- | ---------------------------------- | ------------------------ | ---------- | ------ |
| 2017 | グラミー賞                         | 最優秀ロック・アルバム   | ノミネート | [ 54 ] |
| 2018 | ビルボード・ミュージック・アワード | トップ・ロック・アルバム | ノミネート | [ 55 ] |

### チャート成績
アルバム『ある独身男の死』は、初週で19万ユニット（アルバム相当単位）を記録し、Billboard 200で初登場1位を獲得した。CDの売上枚数は169,000枚を記録した。2016年内で506,000枚の売上を記録し、2016年で12番目に売れたアルバムとなった。また、楽曲のダウンロードやストリーミング再生を含む売上数は、アメリカだけで844,835ユニットを記録した。
アメリカレコード協会からは2019年3月15日にダブル・プラチナ認定、2023年6月6日にトリプル・プラチナ認定を受けた。

## 収録曲

### CD
| #         | タイトル                                                                            | 作詞・作曲 | プロデューサー                                                       | 時間  |
| --------- | ----------------------------------------------------------------------------------- | --- | -------------------------------------------------------------------- | ----- |
| 1.        | 「ビクトリアス」(Victorious)                                                        | ブレンドン・ユーリー クリストファー・J・バラン マイク・ヴァイオラ ホワイト・シー ジェイク・シンクレア アレックス・デレオン リヴァース・クオモ | ジェイク・シンクレア スージー・シン [ 注 2 ]                         | 2:58  |
| 2.        | 「あまり良い思いさせないで!」(Don't Threaten Me with a Good Time)                   | J.R.ロテム ティール・デュヴィル カール・レーマン ジャーカー・ハンソン ブレンドン・ユーリー ジェイク・シンクレア アミール・セーラム キャサリン・ピアソン フレドリック・シュナイダー ジュリアン・ストリックランド シンシア・ウィルソン リッキー・ウィルソン | J.R.ロテム ジェイク・シンクレア                                      | 3:33  |
| 3.        | 「ハレルヤ」(Hallelujah)                                                            | ブレンドン・ユーリー アーロン・ライト イマード・ロイ・エル・アミン ホワイト・シー ジェイク・シンクレア ロバート・ウィリアム・ラム | イマード・ロイヤル ジェイク・シンクレア                              | 3:00  |
| 4.        | 「裸の王様」(Emperor's New Clothes)                                                 | ブレンドン・ユーリー ジェイク・シンクレア ローレン・プリチャード サム・ホランダー ダン・ウィルソン | ジェイク・シンクレア                                                 | 2:38  |
| 5.        | 「ある独身男の死」(Death of a Bachelor)                                             | ブレンドン・ユーリー ローレン・プリチャード ジェイク・シンクレア | ジェイク・シンクレア スージー・シン [ 注 2 ]                         | 3:23  |
| 6.        | 「狂気＝天才」(Crazy=Genius)                                                        | ブレンドン・ユーリー サム・ホランダー ジェイク・シンクレア | ジェイク・シンクレア スージー・シン [ 注 2 ]                         | 3:18  |
| 7.        | 「LA バンザイ」(LA Devotee)                                                         | ブレンドン・ユーリー ホワイト・シー ジェイク・シンクレア | ジェイク・シンクレア スージー・シン [ 注 2 ] ホワイト・シー [ 注 2 ] | 3:16  |
| 8.        | 「ゴールデン・デイズ」(Golden Days)                                                 | ブレンドン・ユーリー サム・ホランダー ジェイク・シンクレア | ジェイク・シンクレア スージー・シン [ 注 2 ]                         | 4:14  |
| 9.        | 「ザ・グッド、ザ・バッド・アンド・ザ・ダーティー」(The Good, the Bad and the Dirty) | ブレンドン・ユーリー ローレン・プリチャード ジェイク・シンクレア | ジェイク・シンクレア スージー・シン [ 注 2 ]                         | 2:51  |
| 10.       | 「ハウス・オブ・メモリーズ」(House of Memories)                                     | ブレンドン・ユーリー ホワイト・シー ジェイク・シンクレア | ジェイク・シンクレア ホワイト・シー [ 注 2 ]                         | 3:28  |
| 11.       | 「インポッシブル・イヤー」(Impossible Year)                                         | ブレンドン・ユーリー サム・ホランダー ジェイク・シンクレア | ジェイク・シンクレア                                                 | 3:22  |
| 合計時間: | 合計時間:                                                                           | 合計時間: | 合計時間:                                                            | 36:01 |

### LP
A面
1. ビクトリアス
2. あまり良い思いさせないで!
3. ハレルヤ
4. 裸の王様
5. ある独身男の死
6. 狂気＝天才

B面
1. LA バンザイ
2. ゴールデン・デイズ
3. ザ・グッド、ザ・バッド・アンド・ザ・ダーティー
4. ハウス・オブ・メモリーズ
5. インポッシブル・イヤー

## クレジット
※出典
パニック!アット・ザ・ディスコ
- ブレンドン・ユーリー – ボーカル、ギター、ベース、ドラム（M3以外）、バックグラウンド・ボーカル（M3）、クリエイティブ・ディレクター、アート・ディレクター

外部ミュージシャン
- ロブ・メイセス – ホーンアレンジ、指揮者
- アンディ・スニッツァー – テナー・サクソフォーン
- デイヴ・マン – テナー・サクソフォーン
- アーロン・ヘイク – アルト・サクソフォーン
- デイヴ・リーケンバーグ – バリトン・サクソフォーン
- マイク・デイヴィス – テナー・サクソフォーン
- ランディ・アンドス – バス・トロンボーン
- ジェフ・キーヴィット – トランペット
- トニー・カドレック – トランペット（M5 - M8）、フリューゲルホルン
- ディラン・シュワッブ – トランペット（M1, M9, M10）
- スージー・シン – バックグラウンド・ボーカル（M1, M5 - M9）
- ジェイク・シンクレア – バックグラウンド・ボーカル（M1, M3）
- ホワイト・シー – バックグラウンド・ボーカル（M1, M3）
- マーク・ステプロ – ドラム（M3）

制作
- ジェイク・シンクレア – プロデュース
- J.R.ロテム – プロデュース（M2）
- イマード・ロイヤル – プロデュース（M3）
- スージー・シン – アディショナル・プロダクション（M1, M5 - M9）、エンジニア
- ホワイト・シー – アディショナル・プロダクション（M7, M10）
- クラウディウス・ミッテンドーファー – ミキシング（M3以外）
- マイケル・ブラウアー – ミキシング（M3）
- ピート・ライマン – マスタリング（M3以外）
- ジョー・ラポータ – マスタリング（M3）
- ニコル・ジュース – クリエイティブ・ディレクター、アート・ディレクター
- ザック・ホール – カバー写真
- シェルヴィン・ライネス – 人物写真
- ザ・ヴィジュアル・ストラテジスト – レイアウト

## チャート

### 週間チャート
| チャート (2016年 - 2021年)             | 最高位 |
| -------------------------------------- | ------ |
| オーストラリア (ARIA)                  | 3      |
| オーストリア (Ö3 Austria)              | 15     |
| ベルギー (Ultratop Flanders)           | 14     |
| ベルギー (Ultratop Wallonia)           | 88     |
| カナダ (Billboard)                     | 3      |
| フィンランド (Suomen virallinen lista) | 22     |
| ドイツ (Offizielle Top 100)            | 23     |
| ハンガリー (MAHASZ)                    | 22     |
| イタリア (FIMI)                        | 66     |
| アイルランド (IRMA)                    | 4      |
| 日本 (オリコン)                        | 111    |
| オランダ (MegaCharts)                  | 14     |
| ニュージーランド (RMNZ)                | 4      |
| ノルウェー (VG Lista)                  | 20     |
| スコットランド (OCC)                   | 4      |
| スペイン (PROMUSICAE)                  | 46     |
| スウェーデン (Sverigetopplistan)       | 27     |
| スイス (Schweizer Hitparade)           | 41     |
| UK アルバムズ (OCC)                    | 4      |
| US Billboard 200                       | 1      |
| US Top Alternative Albums (Billboard)  | 1      |

### 年間チャート
| チャート (2016年)              | 順位 |
| ------------------------------ | ---- |
| オーストラリア (ARIA)          | 78   |
| UK アルバムズ (OCC)            | 48   |
| US Billboard 200               | 23   |
| US Top Rock Albums (Billboard) | 3    |

| チャート (2017年)              | 順位 |
| ------------------------------ | ---- |
| US Billboard 200               | 49   |
| US Top Rock Albums (Billboard) | 6    |

| チャート (2018年)              | 順位 |
| ------------------------------ | ---- |
| US Billboard 200               | 106  |
| US Top Rock Albums (Billboard) | 13   |

| チャート (2019年)              | 順位 |
| ------------------------------ | ---- |
| US Top Rock Albums (Billboard) | 38   |

## 認定
| 国/地域                          | 認定        | 認定/売上数 |
| -------------------------------- | ----------- | ----------- |
| カナダ (Music Canada)            | Platinum    | 80,000      |
| デンマーク (IFPI Danmark)        | Gold        | 10,000      |
| イギリス (BPI)                   | Platinum    | 300,000     |
| アメリカ合衆国 (RIAA)            | 3× Platinum | 3,000,000   |
| 認定のみに基づく売上数と再生回数 |             |             |